# Morfing

Příklad morfingu tváře

Morfing nebo morphing je speciální efekt používaný ve filmu nebo při animaci, při kterém dojde k plynulé záměně jednoho digitálního obrázku na jiný obrázek. Při této proměně dochází k metamorfóze zdrojového obrázku na cílový obrázek podle předem definovaných pravidel. Cílem je vytvoření takové animační sekvence, která by byla interpretována jako plynulá transformace jednoho obrazu na druhý.
V minulosti byly pro tento účel používány různé filmové techniky, dnes se používají téměř výhradně počítače (v minulosti se jednalo o tzv. výkonné pracovní stanice). Filmové použití bez počítačů bylo omezeno prakticky jen na prolínačky statických záběrů. Morfing se od ní ale liší právě výše zmíněnými pravidly, podle kterých má být prováděn – pomocí nich lze říct, která oblast obrázku má být zmorfována a která zůstat původní, kterým partiím obrázku věnovat zvýšenou pozornost i třeba v jakých fázích a jak rychle konečný morfing provést. Specifickým pravidlem/parametrem morfingu může být vektorová síť rozdělující obraz na polygony, jejichž krajní body lze upravit. Tato síť je následně operátorem upravena do dvou verzí – počáteční a koncové fáze – přičemž daný software dopočítá všechny mezifáze. Speciálně u morfingu tváří se síť rozprostře tak, aby polygony odpovídaly důležitým rozpoznávacím znakům tváře, zejména těm, odrážející její mimiku (oblast kolem očí a obočí, oblast kolem úst), kterým je větší podobnost než zbytku obličeje.